# Sânandrei
Sânandrei é uma comuna romena localizada no distrito de Timiș, na região histórica do Banato (parte da Transilvânia). A comuna possui uma área de 180.24 km² e sua população era de 5677 habitantes segundo o censo de 2007.